# Сироп

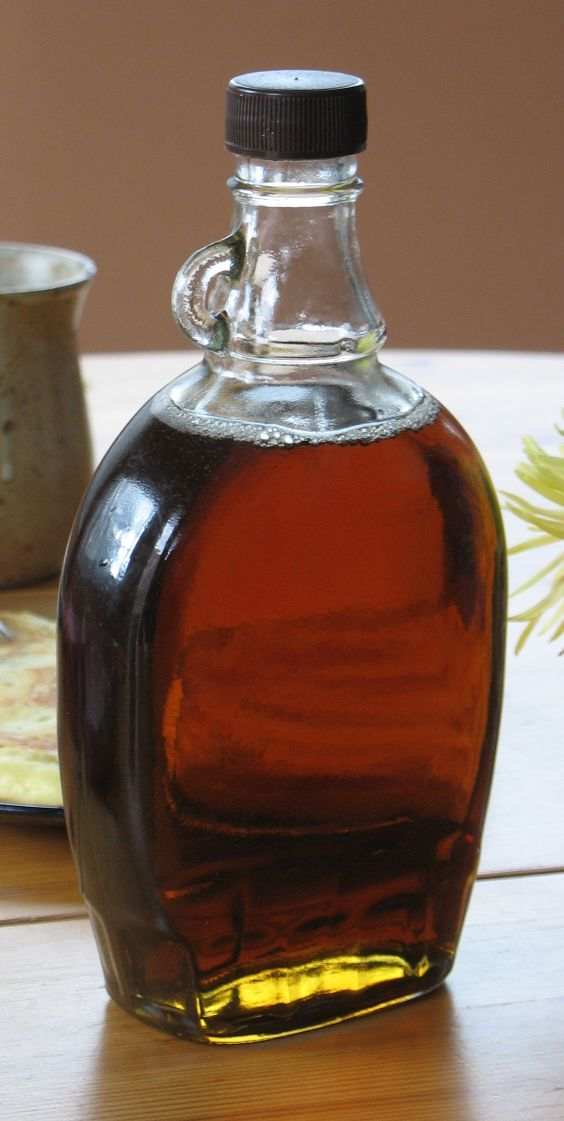
Кленовий сироп

Сироп (фр. sirop, араб. شراب صيدلاني (шараб)) — концентрований цукровий розчин, суміш окремих цукрів (сахарози, глюкози, фруктози, мальтози) у воді чи в натуральному фруктовому соку. Вміст цукру в сиропі зазвичай варіює від 40 до 80 %.

## Зовнішній вигляд і властивості
Прозора в'язка рідина. Сиропи із рослинного матеріалу мають аромат відповідних плодів.

### Визначення концентрації сиропу в промислових умовах
Коефіцієнт заломлення змінюється пропорційно кількості цукру в сиропі і може використовуватися для визначення концентрації за допомогою числа Брікса, концентрацію також визначають за щільністю, в'язкістю чи за допомогою цукрового поляриметра (Цукрометр).

### Визначення концентрації сиропу в побутових умовах

#### Липка краплина
Десертною ложкою зачерпнути кілька крапель, розтерти між великим і вказівним пальцями. Липка краплина показує найнижчу концентрацію сиропу. Щоб її отримати варто обмежитись розчиненням цукру в кип'яченій воді в пропорції 50:50.

#### Тонка нитка
Вилити трохи сиропу на холодну тарілку, злегка притиснути до нього дно холодної десертної ложки і відразу підняти ложку вверх. Слідом потягнеться нитка, яку за товщиною можна порівняти з ниткою для шиття.

#### Товста нитка
Схема така ж як і при попередньому методі. Тільки цього разу нитка буде товщиною як шнур від комп'ютерної мишки.

#### М'яка кулька
Капнути, сироп, що кипить, в холодну воду. Після остигання, із краплини можна пальцями скачати м'яку кульку.

#### Тверда кулька
Дослід нагадує попередній. В холодній воді утворюється тверда кулька.

#### Карамель
Скачати кульку на цій стадії уже неможливо. Тверда карамельна грудка ламається в холодній воді. При розкушуванні не має прилипати до зубів, але має розсипатись на маленькі шматочки.

#### Паленка
Практично не містить води. При нагріванні до цієї стадії, сироп міняє колір від жовтого на початку до темно-коричневого наприкінці, і починає виділяти їдкий дим. Для кондитерських цілей паленка в чистому вигляді не використовується. Її можна використовувати як ліки від кашлю (зачерпнути ложкою і остудити).
Також використовується для отримання в домашніх умовах коричневої харчової фарби. Для цього в паленку додають пів стакану гарячої води і помішують до розчинення грудочок.

## Таблиця співвідношення сиропу до води при визначенні щільності
| Назва досліду  | Номер досліду по порядку | Вміст цукру/води |
| -------------- | ------------------------ | ---------------- |
| Липка краплина | 1                        | 50 : 50          |
| Тонка нитка    | 2                        | 75 : 25          |
| Товста нитка   | 3                        | 85 : 15          |
| М'яка кулька   | 4                        | 90 : 10          |
| Тверда кулька  | 5                        | 95 : 5           |
| Карамель       | 6                        | 98 : 2           |
| Паленка        | 7                        | 100 : 0          |

## Галузі застосування
- У медицині використовується для виправлення смаку ліків.
- У кондитерській справі водні сиропи з вмістом цукру 30-60 % застосовують при варінні варення, а також для виробництва консервованих фруктових компотів.
- Фруктові сиропи використовуються безпосередньо в їжу, а також для отримання газованих та інших напоїв (наприклад, морс).

### Цукровий сироп у бджільництві

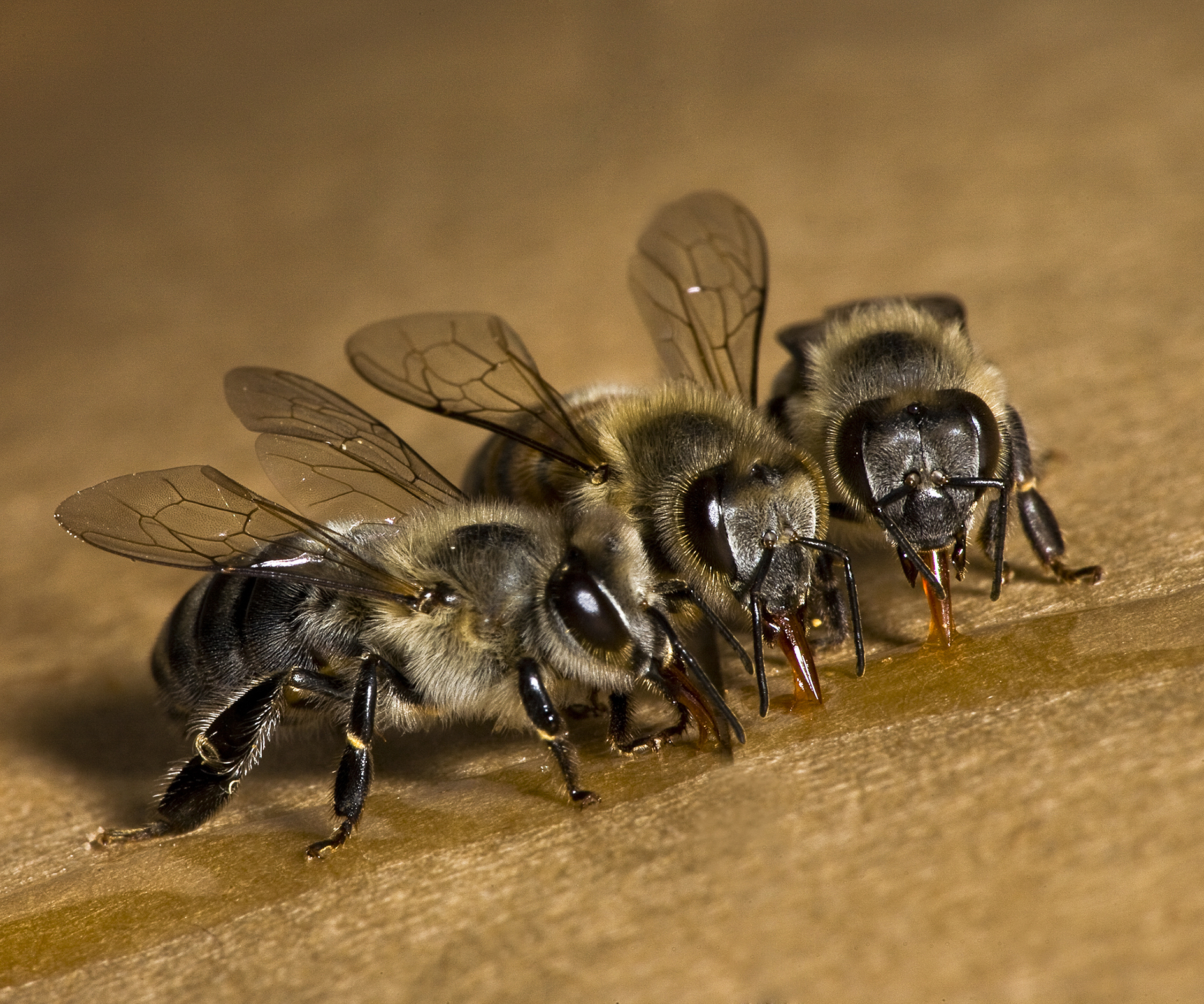
Бджоли п'ють розлитий сироп

Цукровий сироп використовують в бджільництві у таких випадках: при нестачі кормових запасів меду, при заміні недоброякісного меду (отруйного або падевого), для стимулювання яйцекладки у матки та при підгодівлі ароматичними речовинами (щоб спонукати бджіл запилювати певні культури).
Густий сироп (співвідношення цукру до води -2:1) використовують для поповнення кормових запасів одноразовими порціями. Восени - для заміни недоброякісного меду, зимою та весною - коли помічено, що корму бджолам недостатньо для завершення зимівлі. Сироп середньої густини («липка краплина») у теплу пору року, весною та наприкінці літа, одноразовими порціями. Рідкий (співвідношення цукру до води -1:2) сироп, для стимулювання відкладання яєць маткою, використовують у безвзятковий період щодня по невеликій кількості, 200-300 г на сім'ю.
Для приготування сиропу воду доводять до кипіння, потім зменшують нагрівання, і додають цукор невеликими порціями. Після додавання кожної порції розчин помішують до повного розчинення кристалів. Після розчинення всього цукру завершують нагрівання сиропу. Заборонено доводити цукровий сироп до кипіння. під час кип'ятіння в сиропі буде відбуватися карамелізація сахарози та утворення декстринів, які не перетравлюються бджолами і під час зимівля будуть накопичуватися в кишечнику, аж до весняного обльоту. Перед роздачею сиропу бджолам його охолоджують до температури 30—35°С.
При підгодівлі бджіл весною, коли у вуликах мало перги, до сиропу можна додавати пилок або пергу із запасів, або за їх відсутності — джріджді, молоко чи інші білкові замінники.
При заготовці зимових запасів сироп дають бджолам задовго до холодів. При переробці сиропу бджолині організми також зношуються, тому його мають переробляти бджоли із генерації, яка вже не піде на зимівлю.